# مسجد داكار الكبير
مسجد داكار الكبير هو واحد من المباني الدينية الأكثر أهمية في داكار عاصمة السنغال، يقع المسجد في منطقة أللي بيب غويي فال .

## التاريخ
صمم مسجد داكار الكبير من قبل عدد من المهندسين المعماريين الفرنسيين والمغاربة، وافتتح المسجد الكبير في عام 1964، من قبل الحسن الثاني بن محمد ملك المغرب والرئيس السنغالي ليوبولد سنغور .

## العمارة
المسجد مزين ومزخرف من الداخل ومن الخارج، وهو في تصميمه يشبه معماريا مسجد محمد الخامس في الدار البيضاء في المغرب، ترتفع مئذنته الوحيدة إلى 67 متر.

## معهد داكار الإسلامي
أُنشئ معهد داكار الإسلامي في السنة التي افتتح فيها المسجد في عام 1964، يقع المعهد في مدخل المسجد الكبير، المعهد الإسلامي هو مؤسسة عامة تحت إشراف وزير التربية والتعليم السنغالي، وهو مكرس للبحث وتدريس التعاليم الإسلامية، وقد افتتح مكتبة المعهد الذي سمي باسم الأمير نايف بن عبد العزيز آل سعود في التاسع من شهر أكتوبر من عام 2004 .

## وصلات خارجية
- موقع المسجد على الخريطة
- البوم صور المسجد